# Bernard Whiteman
Bernard „Ben” Denzil Whiteman (ur. 20 sierpnia 1954) – polityk z Curaçao. premier od 1 września 2015. Członek partii Suwerenni Ludzie.